# Pareidolia (album)
Pareidolia è il nono album in studio della cantautrice e batterista Marina Rei, uscito il 30 settembre 2014.
Il disco, prodotto da Giulio Favero de Il Teatro degli Orrori su etichetta Perenne e distribuito dalla Universal Music Group, è stato anticipato dal singolo Lasciarsi andare, pubblicato il 15 settembre 2014.

## Tracce
1. Avessi artigli
2. Ho visto una stella cadere
3. Lasciarsi andare
4. Sole
5. Del tempo perso
6. Se solo potessi
7. Pareidolia
8. Vorrei essere
9. Un semplice bacio
10. Fragili
11. Annarella